# Зінген
Зінген (нім. Singen) — місто в Німеччині, знаходиться в землі Баден-Вюртемберг. Підпорядковується адміністративному округу Фрайбург. Входить до складу району Констанц.
Площа — 61,75 км2. Населення становить 48 033 ос. (станом на 31 грудня 2020).